# Zsolt Varga (pallanuotista 1978)
Zsolt Varga (Szolnok, 24 maggio 1978) è un pallanuotista ungherese, campione del mondo con la propria nazionale a Barcellona 2003. Dalla stagione 2014-15 gioca nello Szeged.

## Palmarès

### Club
- Campionato ungherese: 5

Honvéd: 2001, 2002
Eger: 2011, 2013, 2014
- Coppa d'Ungheria: 2

Vasas: 2004
Eger: 2008

### Nazionale
- Mondiali

Barcellona 2003: 
- Europei

Kranj 2003: 